# Jean-François Jacqueminot
Pour les autres membres de la famille, voir Jacqueminot.
Jean-François Jacqueminot, vicomte de Ham, né le 23 mai 1787 à Nancy et mort le 3 mars 1865 à Meudon, est un général et homme politique français du XIXe siècle.

## Biographie

### Famille
Jean-François Jacqueminot naît le 23 mai 1787 à Nancy. Son père, Jean-Ignace Jacqueminot, né le 16 janvier 1754 à Naives-Rosières (Meuse) exerce la profession d'avocat à Nancy. Député puis sénateur, il deviendra baron d'Empire et sera inhumé au Panthéon. Sa mère, Marie Claire Dumaire, est née en 1750. Leur mariage a eu lieu à Nancy le 8 juin 1776.
Jean-François est le frère puîné de Jean Baptiste Jacqueminot.

### Formation
Jean-François Jacqueminot entre à l'École militaire en 1803. Il en sort sous-lieutenant au 16e dragons.

### Militaire
La vie militaire du général Jacqueminot est semée d'actions héroïques.
Dans la campagne d'Ulm et d'Austerlitz, étant encore au 16e régiment de dragons, il monte à poil sur le cheval d'un soldat et à la tête de quelques hommes réunis à la hâte, fait une charge qui met en déroute un escadron de uhlans. Dans cette affaire, il reçoit deux blessures et son cheval est atteint de plus de vingt coups de sabre ou de lance.
Successivement lieutenant et capitaine de dragons, et chevalier de la Légion d'honneur à Iéna, il passe ensuite à l'état-major du maréchal-duc de Reggio, dont il devient promptement le premier aide de camp, avec le grade de colonel. Il effectue auprès du maréchal toutes les campagnes du Nord.
Atteint à Essling de deux balles dont une qui lui traverse a jambe, il se fait poser un mollet de fer blanc pour assister à la bataille de Wagram, et il ne quitte le champ de bataille que lorsque la gangrène envahit sa blessure.
La victoire fait payer cher ses faveurs au général Jacqueminot : sept blessures attestent une valeur qu'aucun péril n'a jamais fait reculer.
Dans la campagne de Russie (1812), lors de la retraite de Russie, au passage de la Bérézina, l'Empereur le désigne pour passer le fleuve avec 50 cavaliers et pareil nombre de fantassins. Il soutient le choc de l'arrière-garde de Tchitchagov pendant que l'on construit les ponts pour le passage de l'armée, et se maintient dans sa position malgré les charges réitérées de l'ennemi. Il repasse ensuite le fleuve pour rendre compte de sa mission à l'Empereur qui lui témoigne le désir d'avoir un prisonnier, afin de connaître les forces que l'armée française a en présence. Jacqueminot fait observer  le petit nombre d'hommes dont il peut disposer et ajoute que, cependant, si l'Empereur lui en donne l'ordre, il le fera. Napoléon hésite, déclarant qu'il ne veut pas compromettre la vie de tant de braves gens. « Permettez-moi, au moins, sire, lui dit Jacqueminot, d'exposer la mienne, » et sans attendre une réponse, il se jette à la nage dans la Bérézina, qu'il traverse pour la troisième fois. Parvenu à l'autre rive où l'attendait son détachement, il prend avec lui quelques hommes déterminés, fait prisonnier un poste russe, choisit parmi les captifs un sous-officier, le chargea sur son cheval et l'apporte à l'Empereur en lui disant : « Sire, voilà un prisonnier. » L'Empereur, se retourne vers son état-major et prononce alors ces mots : « Voilà un fier gaillard ! » Il ajoute : « M. Jacqueminot, on n'est pas plus brave que vous. »
Après la bataille de Bautzen, Jacqueminot est nommé officier de la Légion d'honneur.
La première Restauration le met en non-activité. 
Au retour de l'île d'Elbe, il est nommé par l'Empereur au commandement du 5e régiment de chevau-légers lanciers, qui charge brillamment à plusieurs reprises à la bataille des Quatre-Bras. Le maréchal Ney, à l'occasion de ce fait d'armes, le propose pour la croix de commandeur de la Légion d'honneur. Napoléon à la suite de cette bataille lui propose de devenir général, mais il refuse pour conserver son régiment de lancier,. Ce n'est qu'en 1831 que le roi Louis-Philippe Ier, en le nommant commandeur, acquitte la dette contractée par la patrie en 1815.
Après Waterloo, il prend, en remplacement du général Wathiez, qui a été blessé, le commandement de la brigade dont son régiment faisait partie, et la conduit à travers toute la France jusqu'à Muret, près de Toulouse. Là, le général Lyon s'étant présenté pour en opérer le licenciement, le général Jacqueminot brise son épée devant lui, et lui déclare qu'il n'assisterait pas au licenciement des braves qui avaient combattu avec tant de dévouement pour l'indépendance de la patrie. Il est emprisonné pendant un mois à la prison de l'Abbaye, en compagnie des généraux Drouot, Belliard et de son camarade et ami le colonel Moncey.

### Industriel
Entré dans la vie civile, Jean-François Jacqueminot rend à son pays des services d'un autre ordre. Il forme dans la Meuse, à Bar-le-Duc notamment, et dans le Bas-Rhin, de vastes établissements manufacturiers (filature) où près de 6 000 ouvriers trouvent du travail, notamment les anciens combattants des armées nationales. Il en est récompensé par sa nomination aux fonctions de juge au tribunal de commerce, comme il était membre de plusieurs sociétés ou commissions formées pour favoriser les progrès de l'industrie, du commerce et de l'agriculture.

### Homme politique
À la tête de l'opposition constitutionnelle active, il est élu, le 21 août 1828, au collège de département, député des Vosges.
En arrivant à la Chambre des députés, Jacqueminot se promet de répondre à la confiance dont il vient d'être l'objet, en soutenant toutes les propositions qui ont pour but l'émancipation de la France et l'honneur national. En regardant autour de lui, il voit qu'il existe encore des troupes d’occupation étrangères en France et résout d'en poursuivre l'éloignement. Dans le discours qu'il prononce pour son début à la tribune, il demande le renvoi des gardes suisses et la réforme des gardes du corps du roi. Cette proposition radicale, présentée de nouveau par lui l'année suivante, a un retentissement important et conduit à un vote de la Chambre.  Nommé secrétaire de la chambre, il figure parmi les signataires de l'Adresse des 221. Il est réélu, le 23 juin 1830. Accouru de Bar-le-Duc à franc étrier, pour se joindre aux combattants des journées de juillet 1830, il organise et dirige, de concert avec le général Pajol, l'expédition de Rambouillet qui détermine Charles X et les membres de la branche aînée des Bourbons à abandonner le sol français.

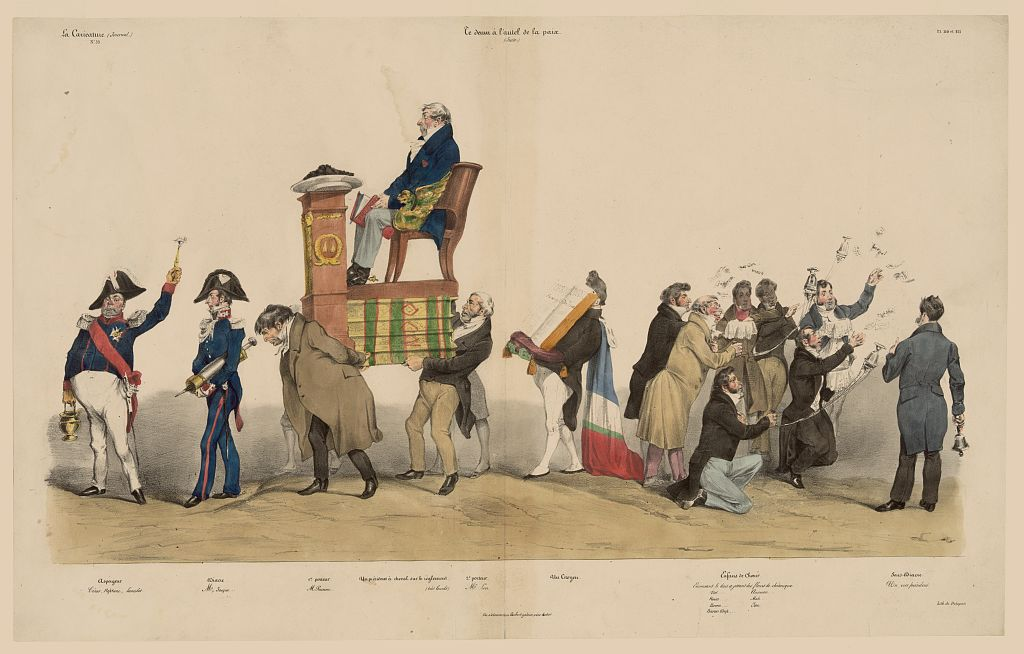
« Te deum à l'autel de la paix »
Dessin de Grandville paru dans La Caricature en novembre 1831.
De gauche à droite : L'aspergeur, le général Georges Mouton ; le diacre, le général Jean-François Jacqueminot ; un président à cheval sur le règlement, Amédée Girod de l'Ain ; 1er porteur, Clément-François-Victor-Gabriel Prunelle ; 2e porteur, Benjamin-François Levrault ; un citoyen, le roi Louis-Philippe Ier, le visage caché par un livre ; les enfants de chœur, Jean Vatout, Auguste Hilarion de Kératry, Alphonse-Marie-Marcellin-Thomas Bérenger, Antoine Gabriel Jars, Alphonse Jacques Mahul, Auguste Victor Hippolyte Ganneron ; le sous-diacre.

Partisan de la nouvelle monarchie, il est, lors de la retraite du général La Fayette, déterminé par de pressantes instances à accepter les fonctions de chef d'état-major-général des gardes nationales de la Seine. Il le fait en refusant l'indemnité de 20 000 francs qui lui était allouée pour frais de représentation, ce à quoi le roi Louis-Philippe répond en l'élevant au grade de maréchal de camp le 20 mars 1831. Ce titre avait déjà été acquis à la bataille de Waterloo, époque où il en avait exercé les fonctions.
Les sentiments des électeurs du département des Vosges se manifestent à leur tour par le don d'une épée d'honneur votée à leur représentant.
Dans les journées des 5 et 6 juin 1832, le général Jacqueminot ne dément pas sa réputation militaire non plus que son caractère noble et généreux en abandonnant une année de son traitement d'officier de la Légion d'honneur au profit de la famille nombreuse d'un des gardes nationaux tués lors de ces journées.
Un mariage vient à cette époque accroître considérablement sa fortune : il épouse le 3 décembre 1834 Sophie Angélique Vanlerberghe, la fille de Ignace-Joseph Vanlerberghe, munitionnaire-vivrierpuis banquier à Paris. Ce mariage restera sans postérité.
Jean-François Jacqueminot est successivement élu député : 
- dans le 1er collège électoral des Vosges, le 5 juillet 1831, avec 91 voix[4] ;
- le 21 juin 1834, dans le 1er arrondissement de Paris, par 587 voix[5] contre 188 à M. Dupont de l'Eure ;
- le 4 novembre 1837, par 673 voix[6], contre 346 au général Bachelu ;
- le 2 mars 1839, par 827 voix[7] ;
- le 9 juillet 1842, par 689 voix[8] contre 438 à M. Odilon Barrot.

Jacqueminot appuie la proposition de M. de Tracy pour l'abolition de la peine de mort : il prononce un discours empreint de sentiments d'humanité ; il se caractérise lui-même dans ce discours en disant que « le lendemain d'une victoire, il n'aurait pas frappé du plat de son sabre les prisonniers de la veille. » Dans cette session, il est aussi l'un des orateurs qui prêtent efficacement leur appui à la loi sur la garde nationale (1836).  
Il devient vice-président de la Chambre et défend la politique ministérielle, combat la coalition et refuse de soutenir le cabinet Thiers du 1er mars 1840 sur la question d'Orient. La Chambre l'appelle quatre fois à la vice-présidence. 
Louis-Philippe le nomme lieutenant-général le 24 août 1837 et grand officier de la Légion d'honneur. À la retraite du maréchal Gérard, en1842, il devient commandant supérieur de la garde nationale de la Seine. Il devient grand-croix de la Légion d'honneur le 1er janvier 1845 et  pair de France le 27 juin 1846. C'est lui qui fait voter la loi qui rend l'uniforme obligatoire pour tous les gardes nationaux.
Lors des événements de février 1848, il est contestés par des gardes nationaux qui, mécontents, empêchent l'action des troupes de ligne. L'hôtel de Jacqueminot est pillé et une quantité considérable de bons du Trésor lui appartenant disparaît. 

### Retraite
Jacqueminot est mis à la retraite en avril 1848 puis rétabli dans ses droits l'année suivante par un décret de l'Assemblée législative. Cependant, fidèle à la monarchie déchue, il reste éloigné des affaires publiques.
Déjà baron de l'Empire, Louis-Philippe Ier l'avait créé vicomte.

## Campagnes
- Campagne d'Autriche (1805) :
  - Bataille d'Ulm, bataille d'Austerlitz ;
- Campagne de Prusse (1806) :
  - Bataille d'Iéna ;
- Campagne d'Allemagne et d'Autriche (1809) :
  - Bataille d'Essling, bataille de Wagram ;
- Campagne de Russie (1812) :
  - Retraite de Russie, passage de la Bérézina ;
- Campagne de Saxe (1813) :
  - Bataille de Bautzen ;
- Campagne de Belgique (1815) :
  - Bataille des Quatre-Bras ;
- Journées de juillet 1830.

## Décorations
- Légion d'honneur :
  - Légionnaire (1806)
  - Officier (1813)
  - Commandeur (1831)
  - Grand officier de la Légion d'honneur (1838).
- Commandeur de l'Ordre de Léopold de Belgique ;
- Chevalier de l'Ordre militaire de Maximilien-Joseph de Bavière
- Lorsqu'à Vienne (Autriche), après la campagne d'Allemagne et d'Autriche (1809), l'Empereur décide la création de l'Ordre des Trois-Toisons d'Or, pour l'obtention duquel il faut avoir assisté à trois grandes batailles, y avoir été blessé et juré de mourir sous les drapeaux, le chef d'escadron Jacqueminot est proposé et prête serment ; mais le décret de l'Empereur ne reçoit pas son exécution.

## Hommage
- La rose Général Jacqueminot fut créée en son honneur en 1853[9].

## Armoiries
| Figure | Blasonnement |
|        | Armes du vicomte de Ham, pair de France D'or, à la branche d'oranger de sinople, fleurie d'argent, fruitée au naturel., |